# Москвителев, Николай Иванович
Николай Иванович Москвителев (27 июля 1926, дер. Вязовый Гай, Николаевский уезд, Самарская губерния, ныне в составе Красноармейского района Самарской области — 12 февраля 2020, Москва, Россия) — советский военачальник. Командующий авиацией Войск ПВО СССР (1977—1987), генерал-полковник авиации (10.02.1981). Заслуженный военный лётчик СССР (1968).

## Биография
Родился в семье рабочего. Окончил 7 классов сельской школы, затем из-за ранней смерти матери трудился в колхозе штурвальным на комбайне. В 1938 году приехал в Чапаевск и поступил в школу фабрично-заводского ученичества, но обучался там только год и из-за голода вернулся в село, вновь работал в колхозе и учился. С 1940 года жил в Куйбышеве, окончил школу, с сентября 1942 года учился в Куйбышевском авиационном техникуме и работал токарем на авиационном заводе.

### Начало военной службы
С ноября 1943 года в Красной Армии, доброволец. Направлен курсантом в 1-ю авиационную школу пилотов первоначального обучения ВМФ в Куйбышеве, в январе 1944 года переведён в Военно-морское авиационное училище имени Сталина в городе Ейске. Окончил его в 1947 году.
С 1947 года — лётчик 4-го гвардейского истребительного авиационного полка ВВС 4-го ВМФ (дислоцировался в городе Мамоново Калининградской области).
С апреля 1950 года — лётчик-инструктор в Ейском военно-морском авиационном училище имени И. В. Сталина, затем там же командовал учебным звеном. Выпустил в войска 36 лётчиков.
С ноября 1953 года — командир звена, с января 1956 года — старший штурман Особого полка подготовки лётного состава морской авиации (Рига). На базе полка осуществлялось переучивание на реактивные истребители руководящего состава морской авиации СССР. В период службы в этом полку имел 2 боевых вылета на перехват разведывательных самолётов США над Балтийском морем, причём во втором вылете преследовал и обстрелял американский самолёт, но тот успел уйти из воздушного пространства СССР в нейтральную зону. Сам летал на разведку военно-морской базы Швеции на острове Готланд.

### На старших командных должностях
В июле 1957 года майор Н. И. Москвителев переведён в ВВС Черноморского флота на должность заместителя командира 62-го истребительного авиационного полка (аэродром Бельбек под Севастополем). С марта 1958 года — старший инспектор-лётчик ВВС Черноморского флота, но уже в мае 1958 года после гибели в учебном полёте предыдущего командира полка возвращён в 62-й истребительный авиационный полк и назначен его командиром. Такое неожиданное назначение в возрасте 31 года произведено по инициативе командующего ВВС Черноморского флота Героя Советского Союза генерала А. А. Мироненко, высоко оценившего мастерство молодого лётчика.
В 1960 году полк был передан из ВВС ВМФ в Войска ПВО страны и зачислен в состав 8-й Отдельной армии ПВО. Командующий армией трижды Герой Советского Союза А. И. Покрышкин также высоко оценил состояние полка и готовность его командира, и на протяжении всей дальнейшей службы много занимался подготовкой Москвителева как авиационного военачальника. Сам Н. И. Москвителев назвал все последующие годы своей службы «школой Покрышкина» и считал себя его учеником. В 1962 году полк был признан лучшим авиационным полком истребительной авиации Войск ПВО страны.
С апреля 1963 года заместитель командира — начальник авиации 11-й истребительной авиационной дивизии ПВО в той же армии (Днепропетровск), которой командовал также выдающийся лётчик Герой Советского Союза генерал И. И. Цапов. С мая 1967 года — заместитель начальника авиации 8-й Отдельной армии ПВО (штаб в Киеве).
В 1965 году окончил курсы при Военной командной академии противовоздушной обороны, а в 1970 году и саму академию (заочно). В 1968 году полковник Н. И. Москвителев участвовал в операции «Дунай»: в составе оперативной группы генерал-полковника А. Ф. Щеглова взял под контроль главный командный пункт ПВО Чехословакии, а затем принял под командование три истребительных полка, обеспечивая полный контроль над воздушным пространством ЧССР.
С ноября 1968 года — заместитель командующего — начальник авиации 4-й Отдельной армии ПВО (Свердловск). С октября 1970 года заместитель командующего авиацией Московского округа ПВО. С 1974 года — заместитель командующего округом по авиации — командующий авиацией Московского округа ПВО и член Военного совета округа.
С апреля 1977 года командующий авиацией Войск ПВО страны, сменив на этом посту дважды Героя Советского Союза генерал-полковника авиации А. Е. Боровых. В эти годы в течение 17 лет Н. И. Москвителев в качестве председателя и заместителя председателя Государственных комиссий принимал активное участие в создании, испытании и внедрении в войска новейшей авиационной техники, в том числе МиГ-23, МиГ-25, МиГ-31, Су-27, А-50. Отличался неординарным подходом к делу. Так, в 1985 году для пресечения провокационных полётов ВВС США вдоль советских территориальных вод в районе острова Хоккайдо, скрытно перебросил туда четыре новейших истребителя МиГ-31. Их внезапное появление заставило США прекратить свои полёты в этом районе.
С марта 1987 года представитель Штаба Объединённых Вооружённых Сил государств—участников Варшавского Договора при командующем ВВС и ПВО Национальной народной армии Германской Демократической Республики Вольфганге Рейнхольде. В сентябре 1989 года направлен в распоряжение Главнокомандующего Войск ПВО СССР.
Всего освоил 34 типа самолётов и их модификаций, в том числе По-2, Ла-5, Р-39 «Аэрокобра», Р-63 «Кингкобра», Ла-7, Ла-9, МиГ-15, Як-25, МиГ-17, МиГ-19, МиГ-25, МиГ-31. Имел общий налёт около 4 тысяч часов.
Кандидат военных наук (1984). Соавтор учебника для вузов «Прикладные методы сравнительной оценки и боевые потенциалы авиационной военной техники», автор ряда публикаций в периодической печати, а также мемуаров «Линия жизни».

### В отставке
С марта 1990 года в отставке.
После увольнения из Вооружённых Сил СССР с апреля 1990 года работал помощником по новой технике генерального конструктора ОКБ имени А. И. Микояна. С 1991 по 1993 годы — генеральный директор ООО «Дакота» (сфера авиационных перевозок). С 1995 года — главный советник начальника Пилотажно-исследовательского центра Лётно-исследовательского института имени М. М. Громова.
Жил в Москве. С 1998 года — член общественной организации «Российское воинское братство». С 2007 года — основатель и Председатель Клуба заслуженных военных лётчиков, лётчиков-испытателей и штурманов. Советник председателя Совета общественной организации «Всероссийский центр социально-правовой помощи ветеранам (инвалидам) войн».
Будучи лётчиком по призванию, много летал и в преклонные годы. В 2006 году летал на реактивном истребителе Су-30, а накануне своего 90-летнего юбилея в июле 2016 года выполнил самостоятельный полёт на спортивно-тренировочном самолёте Як-52, причём с выполнением фигур высшего пилотажа.
Скончался 12 февраля 2020 года. Похоронен 15 февраля на Федеральном военном мемориальном кладбище.

## Отзывы
Мы все глубоко уважали Николая Ивановича, этого прекрасного человека. Генерал Москвителев много лет командовал авиацией Войск ПВО. … Как военачальник, Николай Иванович проявил себя на посту командующего авиацией способным и сильным человеком. Он пользовался широкой известностью в войсках и большим авторитетом. Его природные дарования и мужество обеспечили ему длительную работу на этом ответственном посту в течение пятнадцати лет. … Генерал Москвителев — человек чести. Он никогда не позволял себе по отношению к подчиненным грубых окриков, оскорблений, не нагнетал обстановку. Его запоминающаяся приятная внешность полностью гармонировала с внутренним содержанием. — Красковский В. М. На службе неповторимой Отчизне: воспоминания – СПб.: ВКА им. А. Ф. Можайского, 2007.  — 461 с. — Глава V.

## Награды
- орден Почёта (Российская Федерация, 26 октября 2016), за достигнутые трудовые успехи, активную общественную деятельность и многолетнюю добросовестную работу[6]
- орден Дружбы (Российская Федерация, 31 декабря 2008), за активную общественную работу по социальной поддержке ветеранов и патриотическому воспитанию молодежи[7]
- орден Октябрьской Революции (1973)
- орден Красного Знамени (16.10.1957)
- орден Трудового Красного Знамени
- три ордена Красной Звезды (1962, …)
- медаль «За победу над Германией в Великой Отечественной войне 1941—1945 гг.»
- другие медали СССР
- «Заслуженный военный лётчик СССР» (1968)
- премия Правительства Российской Федерации за значительный вклад в развитие Военно-воздушных сил (17 декабря 2012) — за организацию и руководство строительством и развитием Военно-воздушных сил на соответствующих командных должностях[8]

награды иностранных государств
- Орден «За заслуги перед Отечеством» (ГДР, 1989)
- Орден «9 сентября 1944 года» III степени с мечами (Болгария, 22.01.1985)
- Медаль «Военная доблесть» (СРР, 31.05.1985)
- Медаль «За боевое содружество» I степени (Венгрия, 20.06.1980)
- Медаль «30-я годовщина Революционных Вооруженных сил Кубы» (Куба, 24.11.1986)
- Медаль «100 лет Освобождения Болгарии от османского рабства»
- Медаль «1300 лет Болгарии» (29.03.1982)

## Высшие воинские звания
- генерал-майор авиации (12 ноября 1972)
- генерал-лейтенант авиации (28 октября 1976)
- генерал-полковник авиации (10 февраля 1981)